# Tadeusz Pawłowski (szachista)
Tadeusz Pawłowski (ur. 2 listopada 1889 w Warszawie, zm. ok. września 1939) – polski kompozytor szachowy, działacz Polskiego Związku Szachowego, dyplomata.

## Życiorys
Od początku życia związany był z Warszawą, tu zdobywał wykształcenie, a następnie pracował zawodowo. Od 1913 zatrudniony był w Banku Dyskontowym, w 1917 przeszedł na urzędnicze stanowisko w Towarzystwie Kredytowym. W 1919 podjął pracę w resorcie dyplomacji, był urzędnikiem w Wydziale Komunikacji i Oddziale Kurierów Ministerstwa Spraw Zagranicznych, potem szefem kancelarii Ministerstwa, wreszcie w latach 1929-1933 konsulem w Charkowie. Po powrocie z tej placówki odszedł z dyplomacji. Znał dobrze język rosyjski.
Od 1926 udzielał się w życiu szachowym. Nie był aktywnym zawodnikiem turniejowym, grywał raczej partie towarzyskie, mając za przeciwników innych działaczy szachowych lub wysoko postawionych pasjonatów — Mariana Steifera, Józefa Rogozińskiego, Kazimierza Glabisza, Kazimierza Piłsudskiego. Niemniej jednak posiadał niemałe umiejętności gry praktycznej, uzyskał bowiem remis w symultanie mistrza świata Aleksandra Alechina w Białymstoku w 1935 (jako działacz Polskiego Związku Szachowego towarzyszył Alechinowi w podróży po Polsce).
W 1926 debiutował na łamach „Tygodnika Ilustrowanego” jako kompozytor szachowy, zyskując uznanie redaktora działu szachowego w tym piśmie Dawida Przepiórki. W ciągu kolejnych lat opublikował kilkadziesiąt zadań w prasie szachowej („Wiadomości Szachowe”) i codziennej („Kurier Warszawski”, „Polska Zachodnia”), specjalizując się głównie w trzychodówkach. W 1927 zdobył III nagrodę w konkursie kompozycji „Polski Zachodniej”. W 1932 w „Świecie Szachowym” ukazał się zbiór sześciu dwuchodówek i trzychodówek dedykowanych Tadeuszowi Pawłowskiemu w „dowód uznania jego ogromnych i niepodważalnych zasług na niwie kompozycji szachowej”, ich autorami byli czołowi przedstawiciele tej dyscypliny w kraju — Dawid Przepiórka, Stefan Tytor, Marian Wróbel, Zygmunt Marjenstrass, Leon Tuhan-Baranowski, Janusz Fux.
Również w połowie lat 20. XX wieku Pawłowski, członek Warszawskiego Towarzystwa Zwolenników Gry Szachowej, zaangażował się w działalność w Polskim Związku Szachowym. Uczestniczył w zjeździe założycielskim federacji w kwietniu 1926, wszedł w skład pierwszego prezydium; pozostawał we władzach związku do 1939. W 1935 był członkiem Komitetu Organizacyjnego szachowej olimpiady w Warszawie, szczególnie udzielając się w sprawach finansowych; zajmował się pozyskiwaniem funduszy. Po olimpiadzie zarząd Polskiego Związku Szachowego powierzył mu obowiązki skarbnika. W ramach tej funkcji był stałym gościem głównych imprez szachowych w kraju, gościł m.in. na międzynarodowych turniejach w Łodzi w 1935 i 1938 oraz na mistrzostwach Polski w Juracie w 1937.
Funkcję skarbnika federacji pełnił do wybuchu II wojny światowej. Dalsze jego losy nie są znane. Aktywną szachistką była jego córka, Janina Pawłowska, w latach 1937-1939 uczestnicząca w trzech dużych imprezach warszawskich — mistrzostwach miasta i turniejach Warszawskiego Towarzystwa Zwolenników Gry Szachowej. Mistrzostwa Warszawy w 1937 zakończyła na VIII miejscu. Podobnie jak ojciec angażowała się także jako działaczka, pełniąc funkcję skarbnika Koła Pań Warszawskiego Okręgowego Związku Szachowego.